# Gustav Freytag
Gustav Freytag (1816-1895) és un autor alemany del Biedermeier, famós per la seva teoria sobre l'estructura dramàtica. Les seves obres més destacades són:
- Soll und Haben (1855), novel·la
- Die Technik des Dramas, llibre de teoria literària
- Die verlorene Handschrift (1864), on es retrata la vida de la universitat
- Bilder aus der deutschen Vergangenheit, conjunt de retrats del costumisme alemany

## L'estructura dramàtica
Freytag va explicar que la majoria d'obres teatrals (i per extensió la ficció) es basaven en una trama que podia sintetitzar-se en una piràmide o cinc parts:
- introducció: es presenta el context previ a l'incident que desencadena l'acció
- incident: hi ha un moment clau que provoca el canvi en la situació alterada i que manté l'interès del receptor per la història
- clímax: s'arriba al punt decisiu per als personatges
- resolució: les conseqüències del canvi comencen a presentar-se
- conclusió: nova situació estàtica o d'arribada.

Aquest esquema és de fet l'ampliació del clàssic tripartit de la narrativa (introducció, nus i desenllaç) però fent més èmfasi en el moment de màxima intensitat dramàtica o clímax.